# Perlen
Perlen (o Hünenberg; toponimi tedeschi) è una frazione dei comuni svizzeri di Buchrain e Root, nel distretto di Lucerna Campagna (Canton Lucerna).

## Geografia fisica
Perlen sorge sulla pianura fluviale della Reuss.

## Monumenti e luoghi d'interesse
- Chiesa parrocchiale cattolica di San Giuseppe[1][2];
- Cartiera di Perlen, fondata nel 1872[1].